# ハンガリー社会主義労働者党
ハンガリー社会主義労働者党（ハンガリーしゃかいしゅぎろうどうしゃとう、ハンガリー語: Magyar Szocialista Munkáspárt [ˈmɒɟɒr ˈsot͡siɒliʃtɒ ˈmuŋːkɑ̈ːʃpɑ̈rt] マジャル・ソツィアリシュタ・ムンカーシュパールト, , MSZMP, MSzMP [ˈɛmɛsɛmpe̝ː] エム・エス・エム・ペー）は、かつてハンガリーに存在した政党。社会主義のハンガリー人民共和国時代の一党独裁政党である。ハンガリー社会労働党（ハンガリーしゃかいろうどうとう）とも。

## 歴史
前身は1918年結成のハンガリー共産党が、1948年にハンガリー社会民主党と合併して結成されたハンガリー勤労者党 (Magyar Dolgozók Pártja) である。
ハンガリー勤労者党はラーコシ・マーチャーシュ指導のもと、スターリン主義的な恐怖政治をハンガリーに敷いたが、フルシチョフによるスターリン批判により失脚、ゲレー・エルネーに第一書記を交代させられた。ハンガリー動乱によって体制が動揺した1956年11月、カーダール・ヤーノシュによって「ハンガリー社会主義労働者党」として再編成された。
動乱後の1960年代以降、書記長のカーダールは一党独裁制を敷きながらも、東側の社会主義国の中でも比較的穏健な統治を行った。1966年にはニェルシュ・レジェー書記らによって「新経済メカニズム」が導入され、市場経済の一部導入などを進めたほか、同年11月には国民議会選挙の候補者を複数候補制にするなどの政治改革も進められた。
これらの改革は1973年にソビエト連邦の圧力によって後退を余儀なくされ、ニエルシュらも解任・左遷されたが、その処遇は「プラハの春」後に改革派党員を追放したチェコスロバキア共産党の「正常化」に比べれば穏やかなものであった。西側への旅行も他の東側諸国に比べると比較的自由であり、1980年には380万人が西側へ旅行している。検閲も比較的緩やかであり、閣僚の指名は形式的ながら中央委員会政治局の決定だけでなく大衆組織「愛国人民戦線」と協議をして決定するなどの改革が行われた。
1988年にカーダールが引退し、穏健改革派のグロース・カーロイが書記長に就任した。同時に政治局にはニェルシュが復帰し、ネーメト・ミクローシュ（1988年から首相）、ポジュガイ・イムレらの改革派も政治局入りした。これ以降ポジュガイら改革派によってソ連のゴルバチョフ政権によるペレストロイカの流れを受けて、政治改革が急速に進められた。1989年2月には民主化の一環として党の指導性の放棄、党と政府の分離を決定し、5月にはオーストリアとの国境にあった鉄条網の撤去などの改革・開放を行った。6月にはハンガリー動乱で処刑されたナジ・イムレ元首相の名誉回復と改葬を行った。さらに6月23-24日の中央委員会で複数政党制の導入を決定して一党独裁を放棄し、1989年10月の党大会では「党の国家政党としての歴史は終わった」と宣言して「ハンガリー社会党」へ改名し、1990年以降は欧州統合を推進する社会民主主義政党へと転換した。
その一方で社会党への改組に反対した保守・中間派の一部は、新たに同名の「ハンガリー社会主義労働者党」を結成した。この党は1990年の選挙で議席を失い。以降議席獲得に失敗している。その後1993年に赤い星の使用が禁じられたことに伴い「労働者党」と党名変更し、それまで使用していたシンボルマークも放棄された。2005年にはハンガリー共産主義労働者党と改称するものの、2013年にはこれに加えて「共産主義」の党名の使用が禁じられ、「ハンガリー労働者党」に改名した。同党は反EU、反ユーロ、反NATOのスタンスを取っている。

## 歴代指導者
| ハンガリー勤労者党（1948年 - 1956年）         |                                        |                    |                                 |              |                                                                                           |
| 代                                            | 第一書記                               | 第一書記           | 在任期間                        | 在任期間     | 備考                                                                                      |
| 01                                            | ラーコシ・マーチャーシュ Rákosi Mátyás |                    | 1948年6月12日 - 1956年7月18日   | 8年 + 36日   | 1953年6月28日までは書記長                                                                 |
| 02                                            | ゲレー・エルネー Gerő Ernő             |                    | 1956年7月18日 - 1956年10月25日  | 99日         |                                                                                           |
| 03                                            | カーダール・ヤーノシュ Kádár János     |                    | 1956年10月25日 - 1956年10月31日 | 6日          |                                                                                           |
| ハンガリー社会主義労働者党（1956年 - 1989年） |                                        |                    |                                 |              |                                                                                           |
| 代                                            | 書記長                                 | 書記長             | 在任期間                        | 在任期間     | 備考                                                                                      |
| 01                                            | カーダール・ヤーノシュ Kádár János     |                    | 1956年10月31日 - 1988年5月22日  | 31年 + 204日 | 第6・8代閣僚評議会議長を兼任。                                                            |
| 02                                            | グロース・カーロイ Grósz Károly        |                    | 1988年5月22日 - 1989年6月26日   | 1年 + 35日   | カーダールの辞任により閣僚評議会議長から移動 （閣僚評議会議長にはネーメト・ミクローシュ） |
| 政治執行委員会議長                            |                                        |                    |                                 |              |                                                                                           |
| 代                                            | 政治執行委員会議長                     | 政治執行委員会議長 | 在任期間                        | 在任期間     | 備考                                                                                      |
| 01                                            | ニェルシュ・レジェー Nyers Rezső       |                    | 1989年6月26日 - 1989年10月7日   | 103日        | 後にハンガリー社会党党首                                                                  |